# 帶尾鋸魴鮄
帶尾鋸魴鮄，為輻鰭魚綱鮋形目牛尾魚亞目角魚科的其中一種，分布於西大西洋區，從美國北卡羅來納州至委內瑞拉海域，包括墨西哥灣、加勒比海、大安地列斯群島、小安地列斯群島，棲息深度1-171公尺，體長可達27公分，為底棲性魚類，屬肉食性。